# Croix sculptée de Poyans
La croix sculptée de Poyans est une croix située à Poyans, en France.

## Localisation
La croix est située sur la commune de Poyans, dans le département français de la Haute-Saône.

## Historique
L'édifice est classé au titre des monuments historiques en 1959.